# François Auguste Goze
François Auguste Goze (1810-1893) est un général de division français. Grand officier de la Légion d’honneur, il s'illustra lors de la Guerre de Crimée et participa à la Guerre franco-prussienne.

## Biographie
François Auguste Goze naît à Metz, en Moselle, le 1er avril 1810. Issu d’une famille de fournisseurs aux armées, le jeune François Goze entre à l'École de Saint-Cyr en 1828. Il en sort officier en 1830 et participe au siège de la citadelle d'Anvers deux ans plus tard. Nommé chef de bataillon en 1848, François Goze est blessé lors du siège de Rome en 1849. Il est alors fait Chevalier de la Légion d'honneur.
Promu Lieutenant-colonel le 30 décembre 1852, Goze est envoyé avec le corps expéditionnaire en Guerre de Crimée. Il est cité à l'ordre de l'Armée en novembre 1854, pour avoir sauvé, à la Bataille d'Inkerman, le drapeau du régiment, avant d’en prendre le commandement. Il reçoit alors la Croix d'officier de la Ordre national de la Légion d'honneur. Promu au grade de colonel, il est de nouveau blessé le 7 juin 1855, au « Mamelon Vert », près de Malakoff. Après la prise de Sébastopol, François Goze est promu général de brigade.
Pendant la Campagne d'Italie, sous les ordres du Maréchal de France Achille Baraguey d'Hilliers, il commande la première brigade de la 3e division du 1er corps d'armée, lors de la Bataille de Melegnano, où il est de nouveau blessé. Après la bataille de Solférino du 24 juin 1859, François Auguste Goze est fait Commandeur de la Légion d'honneur.
Promu général de division en 1867, François Goze commande la 1re division du 5e corps d'armée de l'armée du Rhin au début de la Guerre franco-prussienne. 
Le 12 juillet 1880, François Goze sera élevé à la dignité de Grand officier de la Légion d’honneur, avant de décéder le 27 février 1893, à Lay-Saint-Christophe, en Meurthe-et-Moselle, dans une partie de la Lorraine non annexée.

## Sources
- Le Général Goze (1810-1893), esquisse biographique (1893), ed.Berger-Levrault, Nancy, 1893.
- A. Fouquier : Annuaire historique universel, ou Histoire politique pour 1855, Paris, 1856 (p. 244).
- Historique de la 11e promotion (1828-30) sur « saint-cyr.org ».
- « Cote LH/1183/87 », Base Léonore, Ministère français de la Culture.